# 長さの単位

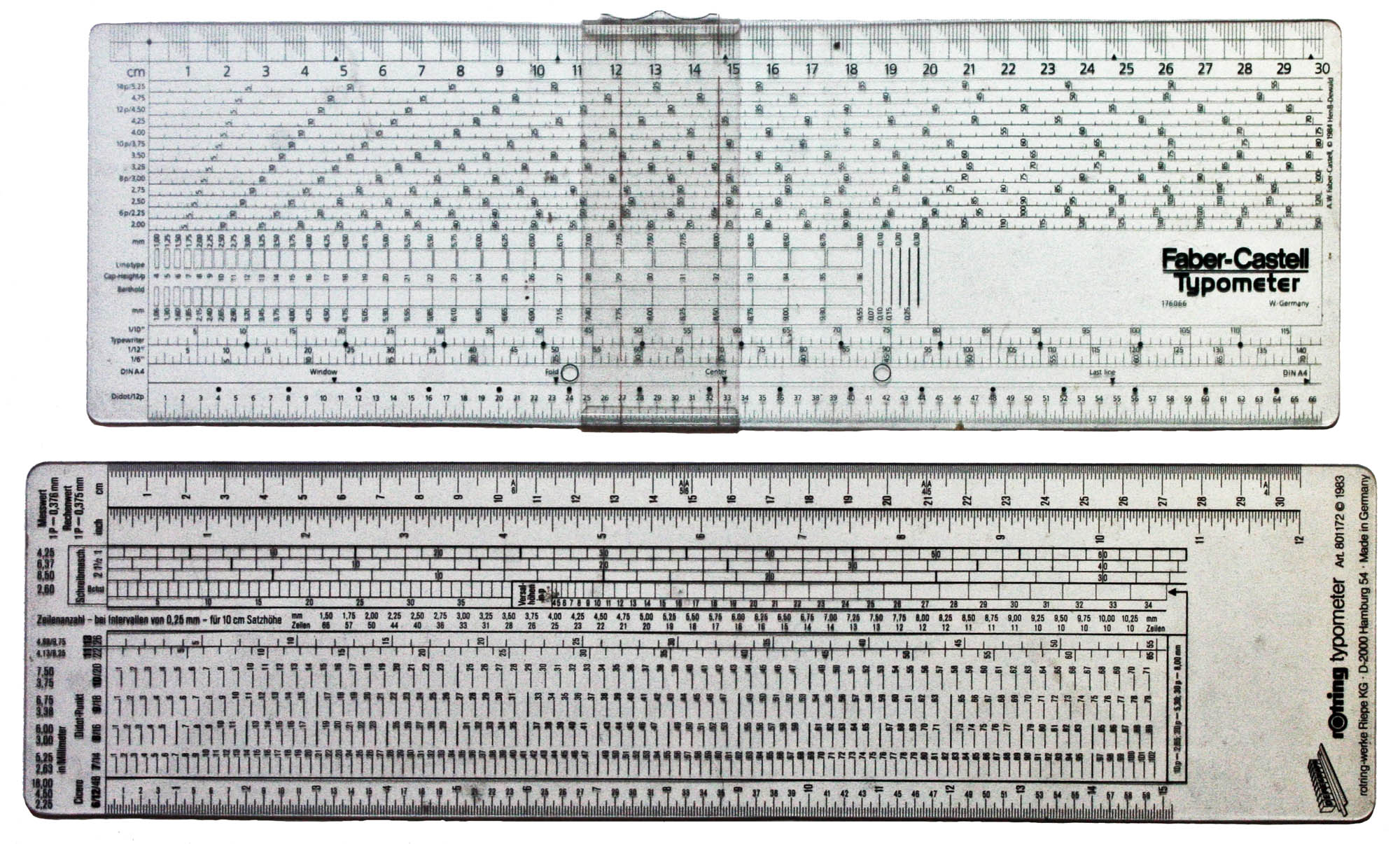
様々な単位で長さが記された定規

長さの単位（ながさのたんい）として、様々なものを掲げる。
メートル (単位記号：m) は国際単位系 (SI) における7つの基本単位の一つである。

## SI単位
SI単位は、メートル（記号：m）だけである。SI接頭語を付したセンチメートルやキロメートルなども用いられる。

## SI単位と併用できる非SI単位
- 天文単位 (au) (正確に 149 597 870 700 m)

国際単位系国際文書がSI単位と併用できる非SI単位として認めている長さの非SI単位は、この天文単位だけである。 ただし日本の計量法は、天文単位を法定計量単位とは位置づけていない。

## 計量法が認めている法定計量単位
計量法が認めている法定計量単位としての長さの単位は次のようになっている。

### 限定された用途にのみ用いることができる非SI単位
- 海里 (国際海里の場合、正確に 1852 m) 海面又は空中における長さの計量にのみ使用できる。
- オングストローム (Å) （＝100ピコメートル）電磁波の波長・膜圧・物体表面の粗さ・結晶格子に係る長さの計量にのみ使用できる。

### ヤード・ポンド法の単位
計量法は、当分の間、航空機の運航やSI単位が併記されている輸入品については、例外的に以下のヤード・ポンド法の使用を認めている。
すべて「国際ヤード」に基づいた長さである。
- インチ (正確に 25.4 mm)
- フィート（または「フート」） (正確に 0.3048 m) ※「フット」の語は認められていない。
- ヤード (正確に 0.9144 m)
- チェーン(正確に 20.1168 m)
- マイル (正確に 1609.344 m)

ロッド、ハロンは用いることができない。

## 非SI単位
以下の単位は全て、国際単位系(SI)でも計量法でも、いかなる条件下でも認められていない。

### 一般
- フェルミ (fm)（＝1フェムトメートル）
- ミクロン（＝1マイクロメートル）

### 尺貫法の単位
- 厘 (約 0.303 mm )（注）「厘」は量や割合を示す数値の後に付ける、100分の1を表す単位である。
- 分 (約 3.0303 mm)（注）「分 (数)|分」は量や割合を示す数値の後に付ける、10分の1を表す単位である。
- 寸 (約 30.303 mm)
- 尺 (約 303.03 mm)
- 間 (約 1.818 m)
- 尋 (約 1.818 m)
- 里 (約 3927.2727 m)

### 海事で用いられる単位
- ファゾム (正確に 1.8288 m)、尋(約 1.818 m) - 深さの単位

### 天文学で用いられる単位
- 光秒
- 光分
- 光日
- 光年 (ly) (正確に 9 460 730 472 580 800 m、約 9.46 ペタメートル)
- パーセク (pc) (約 30.8 ペタメートル) - キロパーセク(kpc)、メガパーセク(Mpc)も用いられる
- メガパーセク
- ギガパーセク
- テラパーセク

### 物理学で用いられる単位
- プランク長
- ボーア半径
- ユカワ

### かつて用いられていた単位
- カナ（英語版）(cana)
- キュビット (cubit)
- リーグ (league)
- パッスス (passus)（古代ローマで用いられた単位。2歩分の歩幅で、約5フィート)
- ベルスタ (verst)（ロシア）
- 歩（尺貫法）
- ファルサフ
- スタディオン
- 咫
- リーニュ
- トワーズ
- エル
- ライン
- ミリアメートル(廃止された接頭語)
- ミリオメートル(廃止された接頭語)
- 仞
- 幅

### その他
アメリカにおける測量では、以下の単位が現在でも用いられている。
- ポール (pole)（ロッド(rod)、パーチ(perch)ともいう） （約 5 m）

競馬ではハロン(約201m。日本では200m)という長さの単位が用いられている。
写真などでは、被写体の長さをわかりやすく示すのに、そのかたわらに、紙巻きタバコ、タバコの箱、硬貨、マッチ棒、物差しなどを置くことがある。
アメリカの会社がジョークとしてミッキーと言う単位を発表している(一秒間にパソコンのマウスが動く距離)。
出版をするときに文字の大きさなどを測る単位としてポイントという単位がある。
冗談で用いられる単位でアトパーセクというのがある。

## メートルの十の整数乗倍の単位
| 単位                   | 1m換算            | 1mに対して          | 該当物         |
| ---------------------- | ----------------- | ------------------- | -------------- |
| qm（クエクトメートル） | 10-30             | 百穣（じょう）分の1 |                |
| rm（ロントメートル）   | 10-27             | 千𥝱（じょ）分の1   |                |
| ym（ヨクトメートル）   | 10-24             | 一𥝱（じょ）分の1   | ニュートリノ   |
| zm（ゼプトメートル）   | 10-21             | 十垓（がい）分の1   |                |
| am（アトメートル）     | 10-18             | 百京（けい）分の1   |                |
| fm（フェムトメートル） | 10-15             | 千兆分の1           |                |
| pm（ピコメートル）     | 10-12             | 一兆分の1           |                |
| nm（ナノメートル）     | 0.000000001       | 十億分の1           | 原子0.2～0.6nm |
| μm（マイクロメートル） | 0.000001          | 百万分の1           | バクテリア     |
| mm（ミリメートル）     | 0.001             | 千分の1             |                |
| cm（センチメートル）   | 0.01              | 百分の1             |                |
| dm（デシメートル）     | 0.1               | 十分の1             |                |
| m（メートル）          | 1                 |                     |                |
| dam（デカメートル）    | 10                | 十倍                |                |
| hm（ヘクトメートル）   | 100               | 百倍                |                |
| km（キロメートル）     | 1,000             | 千倍                |                |
| Mm（メガメートル）     | 1,000,000         | 百万倍              |                |
| Gm（ギガメートル）     | 1,000,000,000     | 十億倍              | 太陽1.39Gm     |
| Tm（テラメートル）     | 1,000,000,000,000 | 一兆倍              |                |
| Pm（ペタメートル）     | 1015              | 千兆倍              |                |
| Em（エクサメートル）   | 1018              | 百京（けい）倍      |                |
| Zm（ゼタメートル）     | 1021              | 十垓（がい）倍      |                |
| Ym（ヨタメートル）     | 1024              | 一𥝱（じょ）倍      |                |
| Rm（ロナメートル）     | 1027              | 千𥝱（じょ）倍      |                |
| Qm（クエタメートル）   | 1030              | 百穣（じょう）倍    |                |